# Sedmidolí
Sedmidolí (německy Siebengründe) je oblast na jižním svahu Slezského hřbetu, který se nachází mezi Labským dolem a Dolem Bílého Labe. Oblast je rozdělena do sedmi údolí. Tři tvoří přítoky Labe (Pudlava, Dvorský potok a Medvědí potok) a čtyři přítoky Bílého Labe (Červený potok, Hřímavá bystřina, Čertova strouha a Stříbrná bystřina). V okolních lesích najdeme řadu horských bud - Medvědí bouda, Brádlerovy boudy, Davidovy boudy, Jelení boudy aj.